# Kapsiki (peuple)
Pour les articles homonymes, voir Kapsiki.
Les Kapsiki forment un groupe ethnique d'Afrique centrale établi principalement au Cameroun dans la région de l’Extrême-Nord dans les monts Mandara. Quelques milliers d'entre eux vivent également de l'autre côté de la frontière au Nigeria. Les Kapsiki sont considérés comme faisant partie des Kirdis, un ensemble de peuples désignés par leurs voisins comme « païens » du fait de leur résistance à l'islamisation durant le djihad peul de Modibbo Adama (vers 1806).

## Ethnonymie
Selon les sources et le contexte, on observe différentes formes : Higi, Higis, Hiji, Kakhumu, Kamun, Kamwe, Kamwes, Kapsikis, Kapsuku, Mwecika, Psikye, Vacambe, Vacamwe.

## Langue
Leur langue est le psikye (ou kamsiki, kapsiki, ptsake, psikye), une langue tchadique. Le nombre total de locuteurs a été estimé à 52 500, dont 40 500 au Cameroun (1982) et 12 000 au Nigeria (1992).

## Histoire
Les Kapsiki du Cameroun ont un ancêtre commun avec le Higi du Nigéria. Ces deux peuples sont situés de part et d'autre sur la frontière Cameroun et Nigéria,. Du point de vu historique, il est difficile de circonscrire l'histoire du peuple Kapsiki. Comme la plupart des ethnies situées dans le grand Nord Cameroun, les origines se rapportent aux contrées. Zena est l'un des villages centraux du peuple Kapsiki.   
Les habitants de zena gali proviennent de Babere au Nigéria. C'est en réalité deux frères qui, du au conflit de succession sont partis de Babere. L'ainé des fréres trouva refuge à Dakwa, le second poursuivit sa marche à la recherche d'une terre paisible. En cours de chemin, sa femme enfanta et les habitants du lieu, surnomma le nouveau-né strayitegela qui signifie "né sur les Pierres". Ils proposèrent au géniteur un espace pour refuse et lui offrirent l'autorité chefferiale. Plusieurs générations se sont succédé. Il y ressort plus d'une dizaine. Le village Rhumsiki, le village Sena Komdé, le village Tiri, le village Futu-do, Futu-les résulteraient des  divisions de l'actuel Zéna gali. Toutefois, les villages Mogodé, Rumshi, Roumzou, Garta se sont construites par des populations venues de Goudour par Sirak.

## Culture
La culture Kapsiki est similaire a celle des peuples du  Sahel. Le bovin occupe une place très importante dans leur organisation sociale. C'est un compagnon quotidien de l'homme et un élément de classification sociale. En pays Kapsiki, la richesse se mesure au patrimoine de l'espèce bovine. Le taureau est l'élément le plus prisé des compensations matrimoniales. L'attachement de ce peuple a une espèce bovine a conduit Dineur et Thys  à mener une recherche sur ce qu'ils ont nommé  taurin Kapsiki. Le mariage dans cette culture contrairement à d'autres est conduite par la femme. Elle a la liberté de choisir son mari et de multiplier autant de mariage qu'elle le souhaite. La valeur d'une femme kapsiki se mesure au  nombre de mariage faite par elle. Quoique attachés à leur tradition, les Kapsiki sont ouverts à la modernité.         

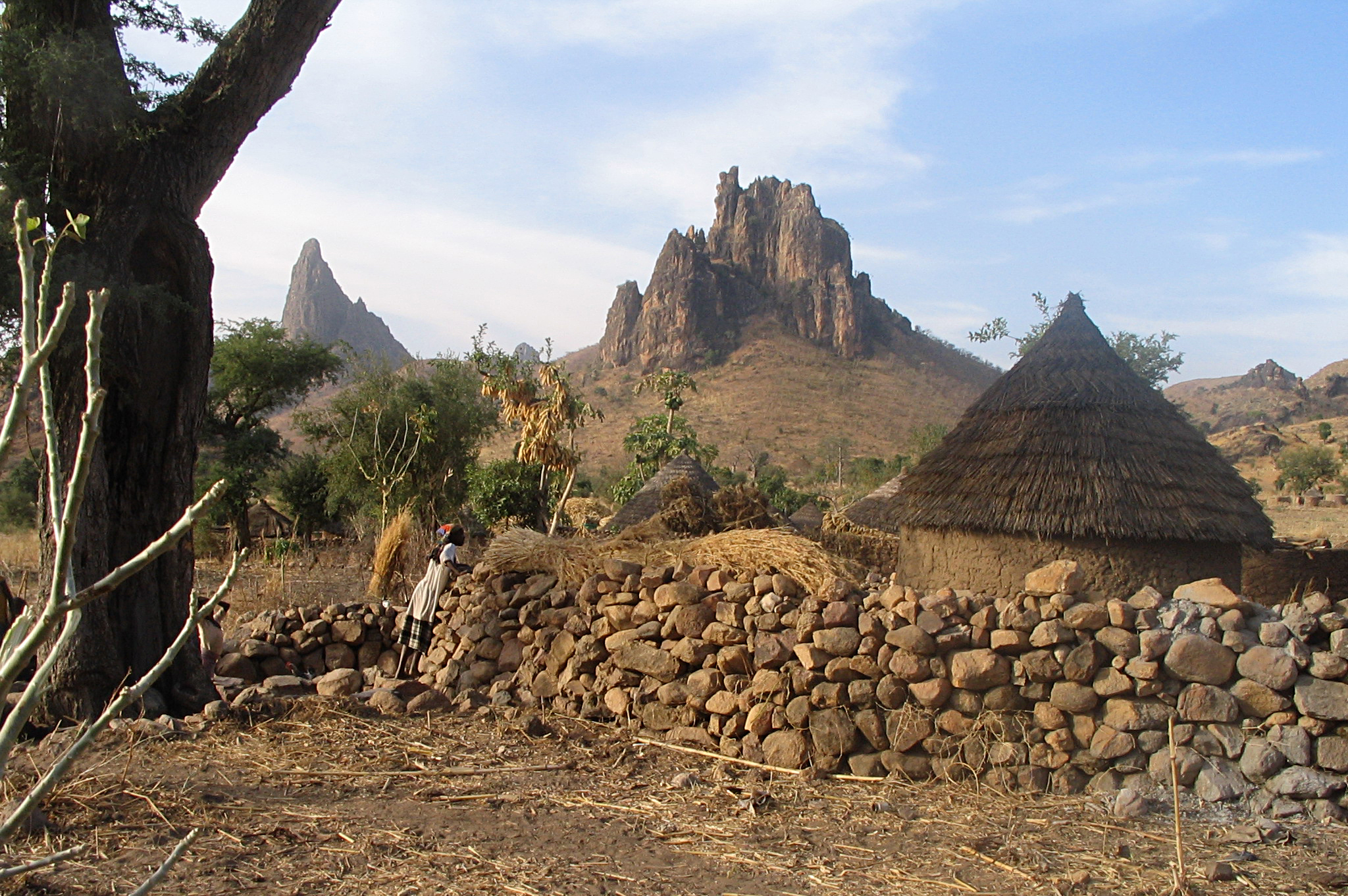
Maison des faubourgs de Rhumsiki
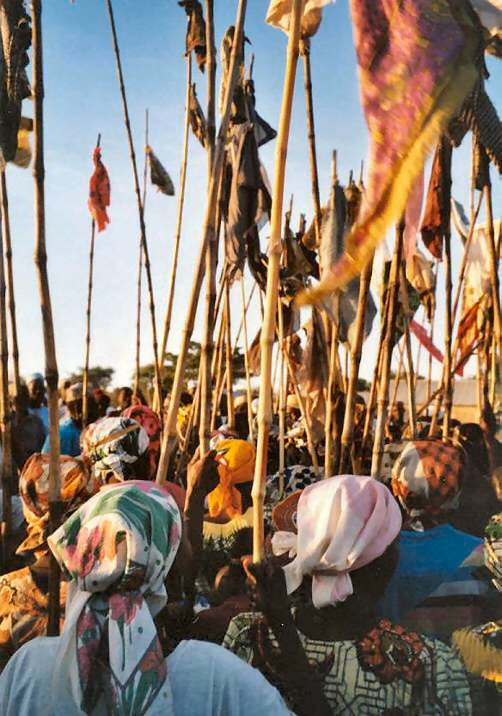
Festival Kapsiki
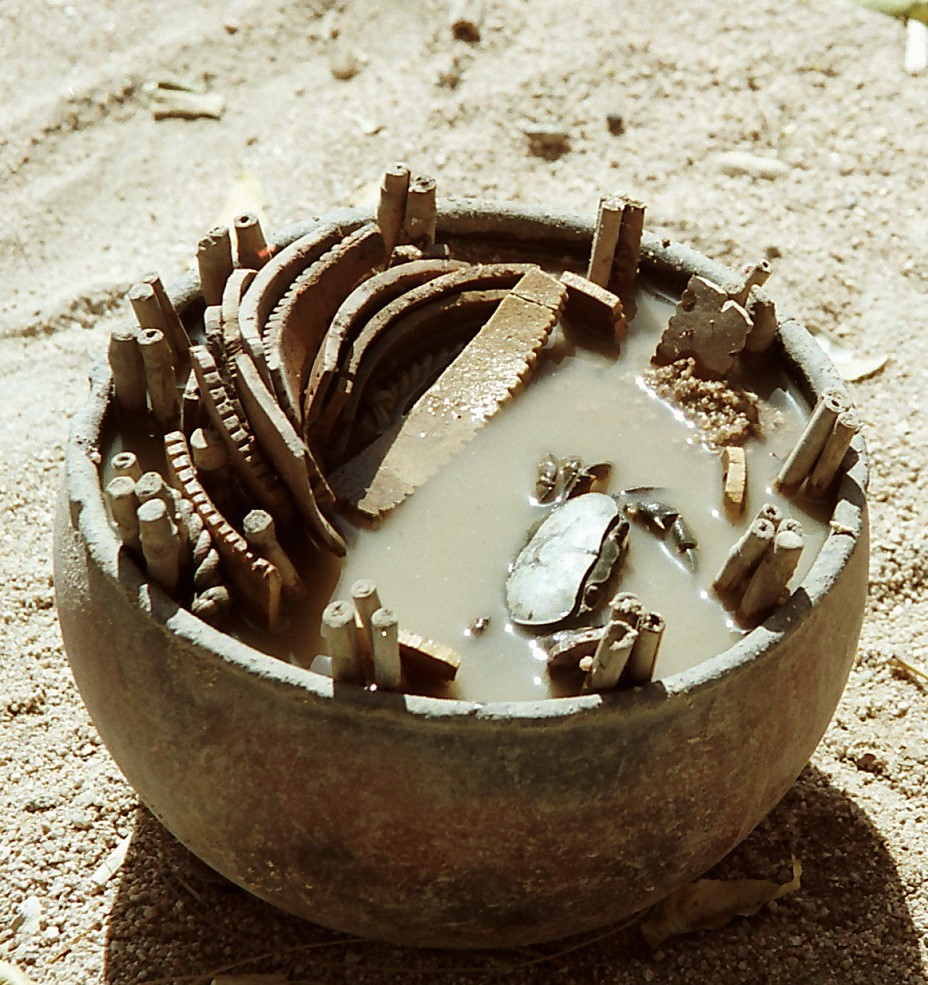
Divination avec le crabe
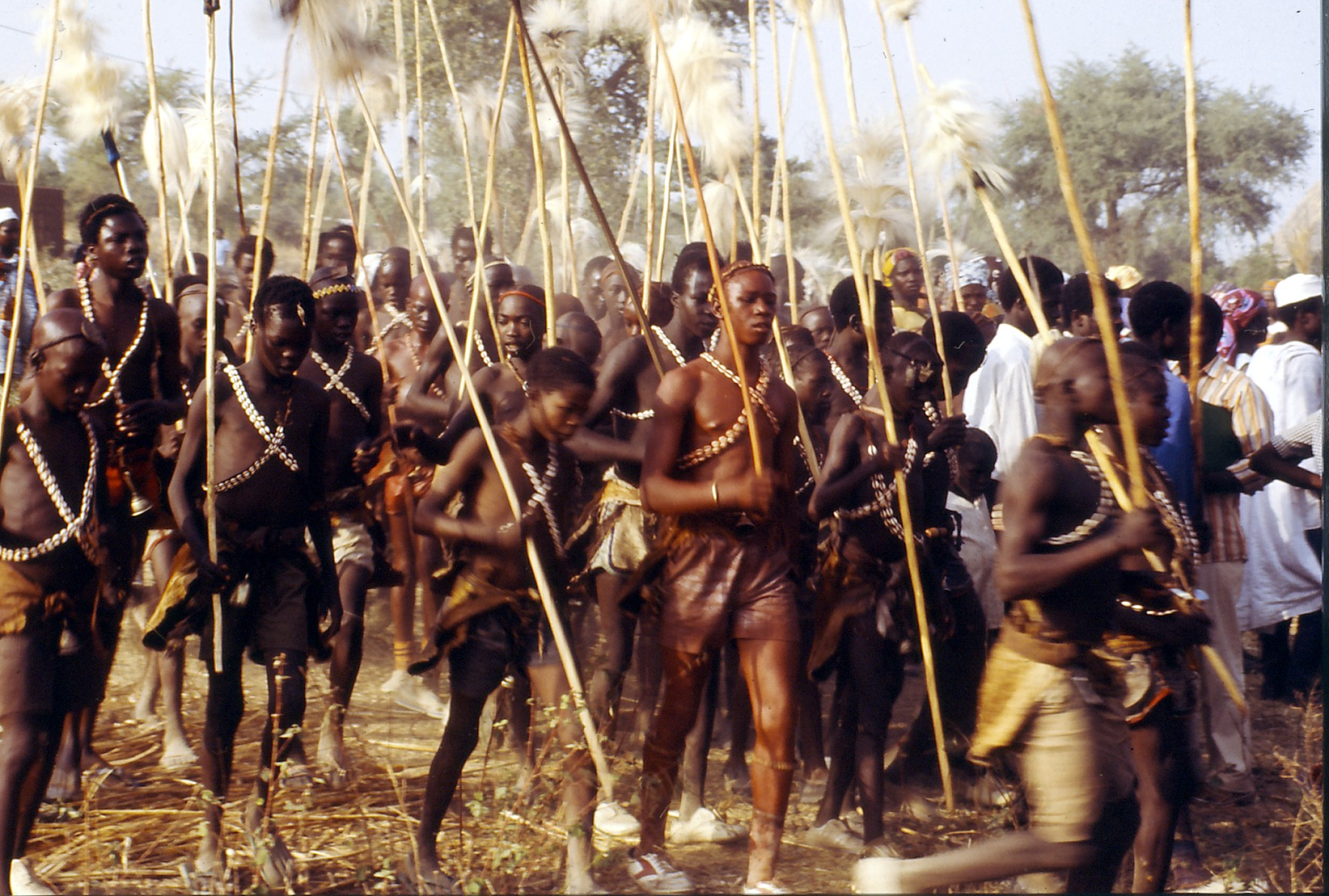
Initiation à Rumsu